# Heterographa püngeleri
Heterographa püngeleri är en fjärilsart som beskrevs av Max Bartel 1904. Heterographa püngeleri ingår i släktet Heterographa och familjen nattflyn. Inga underarter finns listade i Catalogue of Life.